# Comandància General de Ceuta
La Comandància General de Ceuta (COMGECEU) és un òrgan de la Força Terrestre de l'Exèrcit de Terra d'Espanya la finalitat de la qual més important consisteix a preparar organitzacions operatives amb les unitats aquarterades a la ciutat de Ceuta, d'acord amb la doctrina específica terrestre.
En 1668 el Tractat de Lisboa signat entre Espanya i Portugal va reconèixer la sobirania espanyola sobre Ceuta (sota domini portuguès des de 1415). En 1860, mitjançant el Tractat de Wad-Ras entre Espanya i el Sultanat del Marroc, Espanya va prendre el control del camp exterior de la plaça, fixant-se la seva frontera actual. Entre 1918 i al 1956, any en què el Marroc va aconseguir la seva independència, la Comandància General de Ceuta va dependre de l'Alta Comissaria d'Espanya al Marroc. Fins a 1968 la comandància va estar subordinada a la Prefectura de l'Exèrcit Espanyol al nord d'Àfrica. Des d'aquell any a 1997, quan es va crear la Zona Militar de Ceuta, va formar part de la II Regió Militar. L'any 2006, la Comandància General de Ceuta va quedar integrada en la Força Terrestre de l'Exèrcit de Terra. Al capdavant de la mateixa es troba un general de divisió. La seva caserna general es troba en l'Aquarterament «Vallejo Almina», situat al centre de la ciutat.

## Composició
La Comandància General de Ceuta compta amb les següents unitats:
Caserna General:
- Estat Major
- Batalló de Caserna General XVII
- Accessòria Jurídica
- Prefectura d'Intendència d'Assumptes Econòmics
- Secció de Suport Tècnic
- Oficina de Comunicació
- Regiment de Cavalleria Cuirassada "Montesa" n. 3
- Grup de Cavalleria Cuirassada "Caçadors d'Àfrica" I/3
- Terç "Duc d'Alba" 2º de la Legió
- Bandera d'Infanteria Protegida "Crist de Lepanto" IV/2
- Grup de Regulars "Ceuta" n.º 54
- Tabor d'Infanteria Motoritzada "Tetuán" I/54
- Regiment Mixt d'Artilleria n.º 30
- Grup d'Artilleria de Campaña I/30
- Grup d'Artilleria Antiaèria II/30
- Regiment d'Enginyers n. 7
- Batalló de Sapadors I/7
- Unitat Logística n.º 23
- Companyia de Mar i Proveïment de la Unitat Logística n.º 23
- Unitat de Serveis de Base "Ceuta". Pertany a la Direcció d'Aquarterament de la Inspecció General de l'Exèrcit.